# شی‌زو
شی‌زو (به انگلیسی: SheZow) انیمیشن سریالی ابرقهرمانی کمدی می‌باشد که توسط اوبی اسکات وید، این انیمیشن سریالی درمورد ماجراهای پسری است که ناخواسته با حلقهٔ جادویی عمه‌اش نقش ابرقهرمان زنی را به ارث می‌برد.
از دسامبر سال ۲۰۱۳، ۵۲ قسمت یازده دقیقه‌ای از این انیمیشن سریالی ساخته شده‌اند که از بین هر قسمت دوتای آن‌ها برای ساخت یک فصل ۲۶ قسمتی نیم ساعته پخش می‌شوند. وید طی یک مصاحبه در سال ۲۰۱۳ علاقهٔ خودرا برای ساخت فصل دوم ابراز نمود.